# Atractus insipidus
Atractus insipidus är en ormart som beskrevs av Roze 1961. Atractus insipidus ingår i släktet Atractus och familjen snokar. Inga underarter finns listade.
Arten förekommer i södra Venezuela och i angränsande regioner av Brasilien. Honor lägger ägg.